# Irish Book Award
Der Irish Book Award (offiziell An Post Irish Book Awards, bis 2017 Bord Gáis Energy Irish Book Awards) ist ein irischer Literaturpreis, der seit 2006 jährlich im Spätherbst in zahlreichen, gelegentlich auch wechselnden Kategorien verliehen wird. Der Vorgänger war seit 2000 der Irish Novel of the Year Prize. Ausgezeichnet werden dabei mit Ausnahme des Bob Hughes Lifetime Achievement Awards (für das Lebenswerk) neue Werke, die Autoren nur mittelbar. Aufgrund wechselnder Sponsoren für die einzelnen Kategorien können sich deren Benennungen von Jahr zu Jahr ändern.
Die Shortlists werden von irischen Buchhändlern und Bibliothekaren zusammengestellt. Die Irish Literary Academy wählt daraus die Siegertitel in den Kategorien Roman, Sachbuch, Kinderbuch, Jugendbuch, Newcomer, Buch eines irischen Verlags, Sportbuch, Krimi und weitere. Außerdem gibt es je einen Publikumspreis für Unterhaltungsliteratur und für das „Buch des Jahres“, das aus allen Preisträgern ermittelt und jeweils im Januar des Folgejahres bekannt gegeben wird. Weiterhin wird ein Preis für das Lebenswerk vergeben, dessen Träger kurz vor der allgemeinen Preisgala benannt wird.
Im Jahr 2010 wurde einmalig auch ein Preis für das irische Buch des Jahrzehnts verliehen: Skulduggery Pleasant von Derek Landy.

## Preisträger

### Irish Novel of the Year Prize
- 2003: John McGahern, That They May Face the Rising Sun
- 2004: Colum McCann, Dancer
- 2005: Ronan Bennett, Havoc in its Third Year

### 2006
- Roman: John Banville, The Sea
- Sachbuch: Brian Dillon, In the Dark Room
- Kinderbuch: Kate Thompson, The New Policeman

### 2007
- Roman: Patrick McCabe, Winterwood
- Newcomer: Gisele Scanlon, The Goddess Guide
- Sachbuch: Tim Robinson, Connemara
- Buch eines irischen Verlags: Niall McMonagle (Hrsg.), Lifelines: New and Collected
- Kinderbuch: Oliver Jeffers, The Incredible Book Eating Boy
- Jugendbuch: John Boyne, The Boy in the Striped Pyjamas
- Unterhaltungsliteratur: Ross O’Carroll Kelly, Should Have Got Off at Sydney Parade
- Sportbuch: Paul McGrath, Back from the Brink
- Buch des Jahres: John Boyne, The Boy in the Striped Pyjamas

### 2008
- Roman: Anne Enright, The Gathering
- Newcomer: Julia Kelly, With My Lazy Eye
- Sachbuch: Diarmaid Ferriter, Judging Dev
- Buch eines irischen Verlags: Diarmaid Ferriter, Judging Dev
- Kinderbuch: Brendan O’Brien, The Story of Ireland
- Jugendbuch: Roddy Doyle, Wilderness
- Unterhaltungsliteratur: Anita Notaro, Take a Look at Me Now
- Sportbuch: Trevor Brennan mit Gerry Thornley, Trevor Brennan: Heart and Soul
- Buch des Jahres: Diarmaid Ferriter, Judging Dev
- Lebenswerk: William Trevor

### 2009
- Roman: Sebastian Barry, The Secret Scripture
- Newcomer: Ronan O’Brien, Confessions of a Fallen Angel
- Sachbuch: Seamus Heaney und Dennis O’Driscoll, Stepping Stones
- Buch eines irischen Verlags: Alice Taylor, The Parish
- Kinderbuch: Benji Bennett, Before You Sleep
- Jugendbuch: Derek Landy, Skulduggery Pleasant: Playing with Fire
- Unterhaltungsliteratur: Marian Keyes, The Charming Man
- Krimi: Alex Barclay, Blood Runs Cold
- Sportbuch: Ronan O’Gara, Ronan O’Gara, My Autobiography
- Buch des Jahres: Sebastian Barry, The Secret Scripture
- Lebenswerk: Edna O’Brien

### 2010
- Roman: Emma Donoghue, Room
- Newcomer: Ryan Tubridy, JFK in Ireland: Four Days that Changed a President
- Sachbuch: Neil Richardson, A Coward if I Return, a Hero if I Fall
- Buch eines irischen Verlags: Donald Skehan, Good Mood Food
- Kinderbuch: Niamh Sharkey, On the Road with Mavis and Marge
- Jugendbuch: Derek Landy, Skulduggery Pleasant: Mortal Coil
- Unterhaltungsliteratur: Ross O’Carroll Kelly, The Oh My God Delusion
- Krimi: Gene Kerrigan, Dark Times in the City
- Sportbuch: Johnny Giles, A Football Man – My Autobiography
- Buch des Jahres: Dónal Óg Cusack, Come What May: The Autobiography
- Lebenswerk: Maeve Binchy

### 2011
- Roman: Neil Jordan, Mistaken
- Newcomer: Belinda McKeon, Solace
- Sachbuch: Rachel Allen, Easy Meals
- Buch eines irischen Verlags: Donald Skehan, Good Mood Food
- Kinderbuch: Chris Judge, The Lonely Beast
- Jugendbuch: Anna Carey, The Real Rebecca
- Unterhaltungsliteratur: Sheila O’Flanagan, All For You
- Krimi: Alan Glynn, Bloodland
- Sportbuch: Nicolas Roche, Inside the Peloton
- Buch des Jahres: Tim Robinson, Connemara: A Little Gaelic Kingdom
- RTÉ Radio 1-Hörerpreis: Caitlin Moran, How to be a Woman
- Lebenswerk: Seamus Heaney
- Bookshop des Jahres: Crannóg Bookshop in Cavan

### 2012
- Roman: John Banville, Ancient Light
- Newcomer: Donal Ryan, The Spinning Heart
- Sachbuch: Edna O’Brien, Country Girl
- Kinderbuch: Oliver Jeffers, This Moose Belongs to Me
- Jugendbuch: Eoin Colfer, Artemis Fowl: The Last Guardian
- Unterhaltungsliteratur: Maeve Binchy, A Week in Winter
- Krimi: Tana French, Broken Harbour
- Sportbuch: Katie Taylor, My Olympic Dream
- Buch des Jahres: John Crowley, William J. Smyth und Mike Murphy, Atlas of the Great Irish Famine
- RTÉ Radio 1-Hörerpreis: Mary O’Rourke, Just Mary: My Memoir
- Lebenswerk: Jennifer Johnston
- Bookshop des Jahres: Bridge Street Books in Wicklow Town

### 2013
- Roman: Roddy Doyle, The Guts
- Newcomer: Niamh Boyce, The Herbalist
- Sachbuch: Michael Harding, Staring at Lakes
- Kinderbuch: Benji Bennett, When You Were Born
- Jugendbuch: Derek Landy, Skulduggery Pleasant: Last Stand of Dead Men
- Unterhaltungsliteratur: Paul Howard („Ross O’Carroll Kelly“), Downturn Abbey
- Short Story: Billy O’Callaghan, The Things We Lose The Things We Leave Behind
- Krimi: Louise Phillips, The Doll’s House
- Sportbuch: David Walsh, Seven Deadly Sins
- Kochbuch: Darina Allen, 30 Years of Ballymaloe
- Buch des Jahres: Fintan O’Toole, A History of Ireland in 100 Objects
- RTÉ Radio 1-Hörerpreis: Michael Harding, Staring at Lakes
- Lebenswerk: John Banville
- Bookshop des Jahres: The Clifden Bookshop, Clifden, County Galway

### 2014
- Roman: Mary Costello, Academy Street
- Newcomer: Louise O’Neill, Only Ever Yours
- Sachbuch: Graham Norton, The Life and Loves of a He Devil
- Kinderbuch: Chris Haughton, Shh! We Have a Plan
- Jugendbuch: Chris O’Dowd und Nick Vincent Murphy, Moone Boy
- Unterhaltungsliteratur: Cecelia Ahern, The Year I Met You
- Short Story: John Boyne, Rest Day
- Krimi: Liz Nugent, Unravelling Oliver
- Sportbuch: Brian O’Driscoll, The Test
- Kochbuch: Neven Maguire, The Nation’s Favourite Food Fast
- Buch des Jahres: Thomas Morris, Dubliners 100
- International Recognition Award: Jeffrey Archer
- Lebenswerk: Paul Durcan

### 2015
- Roman: The Green Road von Anne Enright
- Newcomer: Spill Simmer Falter Wither von Sara Baume
- Sachbuch: Children of the Rising von Joe Duffy
- Kinderbuch: Imaginary Fred von Eoin Colfer und Oliver Jeffers
- Jugendbuch: Asking For It von Louise O’Neill
- Best Irish Published Book of the Year: The Long Gaze Back: An Anthology of Irish Women Writers von Sinéad Gleeson (Herausg.)
- Short Story: A Slanting of the Sun von Donal Ryan
- Krimi: After the Fire von Jane Casey
- Sportbuch: Until Victory Always: A Memoir von Jim McGuinness
- Kochbuch: The Virtuous Tart von Susan Jane White
- Buch des Jahres (Fiction): The Way We Were von Sinéad Moriarty
- Buch des Jahres (Non-Fiction): Me and My Mate Jeffrey von Niall Breslin
- International Recognition Award: Bill Bryson
- Lebenswerk: J. P. Donleavy

### 2016
(Auswahl)
- Roman: Solar Bones von Mike McCormack
- Buch des Jahres (Fiction): Holding von Graham Norton
- Buch des Jahres (Non-Fiction): Making It Up As I Go Along von Marian Keyes
- Krimi: The Trespasser von Tana French
- Sportbuch: The Battle von Paul O’Connell
- International Recognition Award: Jilly Cooper
- Lebenswerk: John Montague

### 2017
(Auswahl)
- Roman: Midwinter Break von Bernard MacLaverty
- Buch des Jahres (Fiction): The Break von Marian Keyes
- Buch des Jahres (Non-Fiction): Wounds: A Memoir of War & Love von Fergal Keane
- Krimi: The Therapy House von Julie Parsons
- Sportbuch: The Choice von Philip McMahon und Niall Kelly
- Buch des Jahres (public vote): Atlas of the Irish Revolution
- International Recognition Award: David Walliams
- Lebenswerk: Eavan Boland

### 2018
(Auswahl)
- Buch des Jahres (Fiction): Normal People von Sally Rooney
- Buch des Jahres (Non-Fiction): People Like Me von Lynn Ruane
- Krimi: Skin Deep von Liz Nugent
- Popular Fiction Book of the Year: The Importance of Being Aisling von Sarah Breen und Emer McLysaght
- Popular Non-Fiction Book of the Year: The Cow Book von John Connell
- Newcomer of the Year: Notes to Self von Emilie Pine – auch „Irish Book of the Year“
- Special Award: Emma Hannigan (postum)
- Lebenswerk: Thomas Kinsella

### 2019
- Buch des Jahres (Fiction): Shadowplay von Joseph O’Connor
- Buch des Jahres (Non-Fiction): Constellations von Sinéad Gleeson
- Popular Fiction Book of the Year: Once, Twice, Three Times an Aisling von Emer McLysaght und Sarah Breen
- Popular Non-Fiction Book of the Year: Barefoot Pilgrimage von Andrea Corr
- Newcomer of the Year: When All is Said von Anne Griffin
- Crime Fiction Book of the Year: Cruel Acts von Jane Casey
- RTÉ Radio 1 Listeners’ Choice Award: Overcoming von Vicky Phelan (mit Naomi Linehan) – auch „Irish Book of the Year“
- Sports Book of the Year: Recovering von Richie Sadlier (mit Dion Fanning)
- Cookbook of the Year: Cornucopia: The Green Cookbook (verschiedene Autoren)
- Children’s Book of the Year (Junior): 123 Ireland! von Aoife Dooley
- Children’s Book of the Year (Senior): Shooting for the Stars – My Journey to Become Ireland’s First Astronaut von Norah Patten (Text) und Jennifer Farley (Illustrationen)
- Teen/Young Adult Book of the Year: Other Words for Smoke von Sarah Maria Griffin
- Poem of the Year: Salt Rain von Audrey Molloy
- Short Story of the Year: Parrot von Nicole Flattery
- Irish Language Book of the Year: Tairngreacht von Prionsias Mac a’Bhaird
- Best Irish-Published Book of the Year: Children of the Troubles von Joe Duffy und Freya McClements
- International Recognition Award: George R. R. Martin
- Bob Hughes Lifetime Achievement Award: Colm Tóibín

### 2020
- Buch des Jahres (Fiction): Strange Flowers von Donal Ryan
- Buch des Jahres (Non-Fiction): A Ghost in the Throat von Doireann Ní Ghríofa – auch „Irish Book of the Year“
- Popular Fiction Book of the Year: Home Stretch von Graham Norton
- Popular Non-Fiction Book of the Year: Never Mind the Boll***s, Here’s the Science von Luke O’Neill
- Newcomer of the Year: Diary of a Young Naturalist von Dara McAnulty
- Crime Fiction Book of the Year: After the Silence von Louise O’Neill
- RTÉ Radio 1 Listeners’ Choice Award: A Light That Never Goes Out von Keelin Shanley (mit Conor Ferguson)
- Sports Book of the Year: Champagne Football von Mark Tighe und Paul Rowan
- Cookbook of the Year: Neven Maguire’s Midweek Meals von Neven Maguire
- Children’s Book of the Year (Junior): The Great Irish Farm Book von Darragh McCullough (Text) und Sally Caulwell (Illustrationen)
- Children’s Book of the Year (Senior): Break the Mould von Sinéad Burke (Text) und Natalie Byrne (Illustrationen)
- Teen and Young Adult Book of the Year: Savage Her Reply von Deirdre Sullivan (Text) und Karen Vaughan (Illustrationen)
- Poem of the Year: In the Museum of Misremembered Things von Linda McKenna
- Short Story of the Year: I Ate It All And I Really Thought I Wouldn’t von Caoilinn Hughes
- Irish Language Book of the Year: Cnámh von Eoghan Mac Giolla Bhríde
- Best Irish-Published Book of the Year: Old Ireland in Colour von John Breslin und Sarah-Anne Buckley
- International Recognition Award: Lee Child
- Bob Hughes Lifetime Achievement Award: …

### 2021
(Auswahl)
- Novel of the Year: Beautiful World, Where Are You von Sally Rooney
- Non-Fiction Book of the Year: We Don’t Know Ourselves: A Personal History of Ireland Since 1958 von Fintan O’Toole – auch „Irish Book of the Year“
- Teen and Young Adult Book of the Year: The New Girl von Sinéad Moriarty
- Library Association of Ireland Author of the Year: Marian Keyes
- Bob Hughes Lifetime Achievement Award: Sebastian Barry

### 2022
(Auswahl)
- Novel of the Year: Trespasses von Louise Kennedy
- Non-Fiction Book of the Year: My Fourth Time, We Drowned von Sally Hayden – auch „Irish Book of the Year“
- Popular Fiction Book of the Year: Again, Rachel von Marian Keyes
- Sports Book of the Year: Kellie von Kellie Harrington (verfasst mit Roddy Doyle)
- Library Association of Ireland Author of the Year: John Boyne
- Bob Hughes Lifetime Achievement Award: Anne Enright

### 2023
(Auswahl)
- Novel of the Year: The Bee Sting von Paul Murray – auch „Irish Book of the Year“
- Non-Fiction Book of the Year: A Thread of Violence von Mark O’Connell
- Popular Fiction Book of the Year: My Hot Friend von Sophie White
- Crime Fiction Book of the Year: Strange Sally Diamond von Liz Nugent
- Library Association of Ireland Author of the Year: Claire Keegan
- Bob Hughes Lifetime Achievement Award: Roy Foster